# یواس‌اس پیتالشارو (وای‌تی‌بی-۸۳۲)
یواس‌اس پیتالشارو (وای‌تی‌بی-۸۳۲) (به انگلیسی: USS Petalesharo (YTB-832)) یک کشتی است که طول آن ۱۰۸ فوت (۳۳ متر) می‌باشد. این کشتی در سال ۱۹۷۴ ساخته شد.